# Quadricyclane
Le quadricyclane est un hydrocarbure polycyclique tendu de formule chimique CH2(CH)6. Il s'agit d'un liquide volatil incolore. Sa tension de cycle élevée, de l'ordre de 329,5 kJ/mol, ne se relâche que lentement en donnant le norbornadiène, en l'absence de catalyseur. Il fait l'objet de recherches pour le stockage de l'énergie, notamment de l'énergie solaire,,,. Ces applications sont toutefois limitées par sa température de décomposition thermique inférieure à 400 °C.

## Formation
Le quadricyclane se forme à partir de norbornadiène par irradiation par les ultraviolets de longueur d'onde jusqu'à 300 nm en présence de sensibilisants tels que la cétone de Michler,. Il est possible d'utiliser d'autres sensibilisants tels que l'acétone, la benzophénone, l'acétophénone et le chlorure de cuivre(I), mais avec un rendement inférieur. Si les rendements sont optimaux avec du norbornadiène fraîchement distillé, ils restent satisfaisants avec les structures commercialisés.

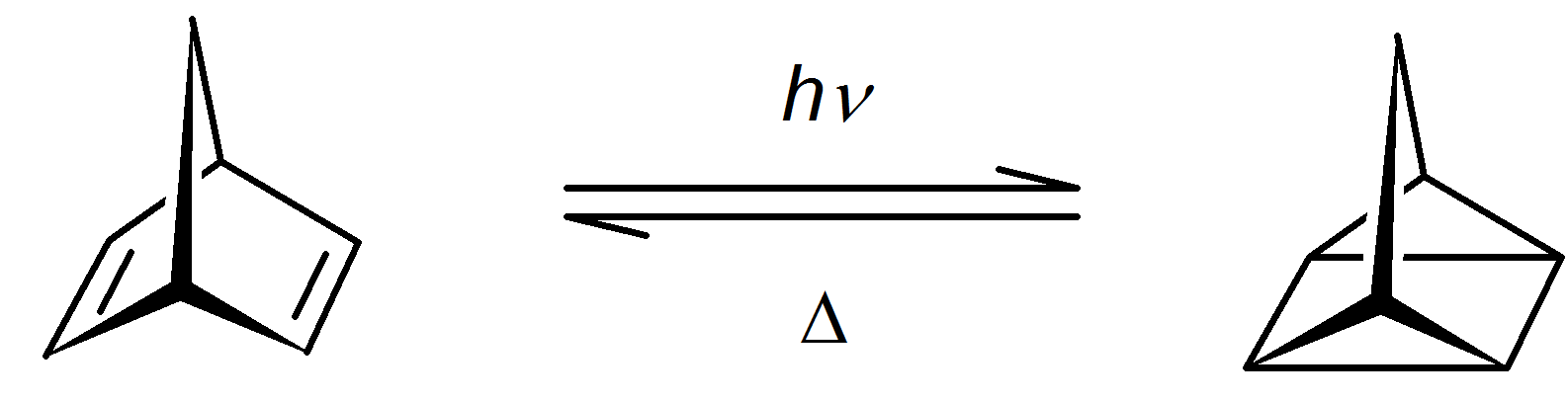
Conversion norbornadiène  {\displaystyle \rightleftharpoons }  quadricyclane.

La réaction inverse est possible à des températures supérieures à 100 °C, en présence de complexes métalliques catalyseurs tels que les porphyrines métalliques comme la phtalocyanine de cobalt sur substrat carbone, noté CoPc@C.

## Applications
La relaxation du quadricyclane en norbornadiène libère l'énergie de tension de cycle sous forme d'une variation d'enthalpie ΔH = −89 kJ/mol. Cette réaction a été proposée pour le stockage de l'énergie solaire,. Cependant, la limite d'absorption des rayonnements électromagnétiques est de l'ordre de 300 nm alors que l'essentiel du rayonnement solaire se situe au-delà de 400 nm. Divers dérivés du norbornadiène, notés NBDn, et du quadricyclane, notés QCn, avec n = 1, 2, 3, etc., sont étudiés pour optimiser le stockage de l'énergie solaire dans ce type de matériaux,.
Il a également été étudié comme additif de carburant ou de propergols en astronautique, mais sa décomposition thermique à moins de 400 °C limite ce potentiel, ces systèmes devant pouvoir fonctionner au-dessus de 500 °C.

## Réactions
Le quadricyclane réagit facilement avec l'acide acétique pour donner un mélange d'acétate de nortricyclyle et d'acétate d’exo-norbornyle. Il réagit également avec divers diénophiles pour former des adduits 1:1.